# 艾柯吕斯
艾柯呂斯（字面意思是“霧”或“黑暗”）是希臘神話中象徵死亡之霧的女神；或是在一些古老的宇宙論中為卡俄斯之前就存在的永恆之夜。
赫西俄德史詩《赫拉克勒斯之盾》中，她是痛苦和悲傷的化身，「面色蒼白，消瘦，哭泣，用牙齒打顫，腫脹的膝蓋，長長的指甲在她的手指，血淋淋的臉頰，她的肩膀覆蓋著厚厚的灰塵」；農諾斯史詩《戴歐尼修斯譚》中，她是致命毒藥的女神。
有一說她是倪克斯的女兒，可能被列入克蕾絲。

## 资料来源
- 《希臘羅馬傳記與神話學辭典》